# معاداة الأيرلنديين

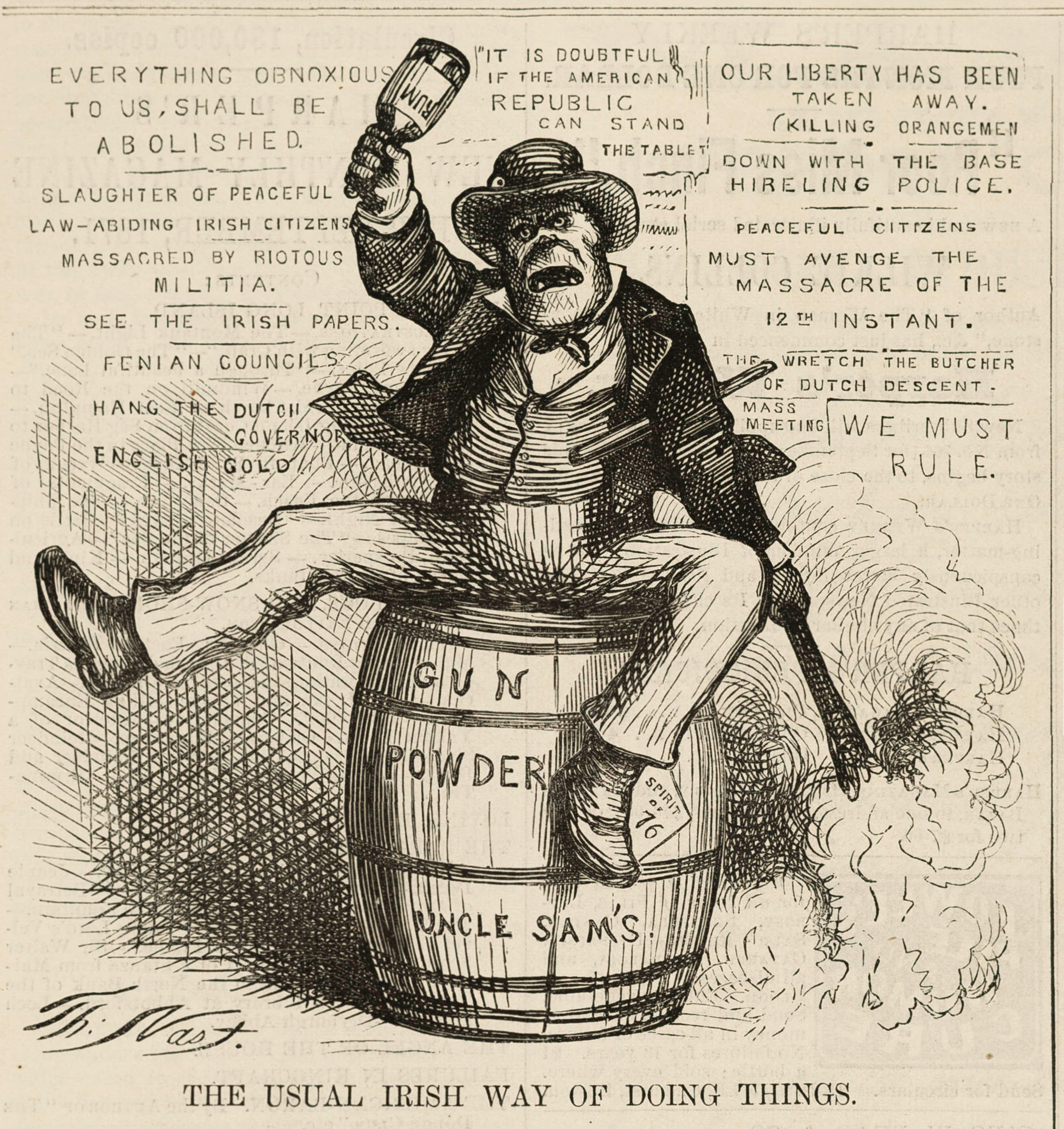

تشير معاداة الأيرلنديين إلى القمع والاضطهاد والتمييز أو الكراهية للشعب الأيرلندي باعتبارهم جماعة عرقية أو أمة، سواء كانت هذه المعاداة موجهة ضد جزيرة ايرلندا بصورة عامة أو ضد المهاجرين الأيرلنديين وذويهم في الشتات الايرلندي.
تعود الجذور التاريخية المعادية للأيرلنديين إلى  العصور الوسطى والعصر الحديث وعصر التنوير ويتضح أيضا في الهجرة الايرلندية إلى بريطانيا العظمى وأمريكا الشمالية واستراليا ونيوزيلندا وجنوب أفريقيا. ويمكن أن تشمل المشاعر المعادية لأيرلندا نفسها، مثل الطائفية أو النزاعات السياسية الدينية الثقافية في اضطرابات ايرلندا الشمالية.

## وجهة نظر
يأتي أول سجل تم تدوينه لمعاداة الشعب الأيرلندي من قبل الجغرافي اليوناني (سترابو)، بعمله في موسوعة المعرفة الجغرافية: (إلى جانب بعض الجزر الصغيرة حول بريطانيا، وهناك أيضا جزيرة كبيرة (ليرن) التي تمتد بالتوازي مع شمال بريطانيا، المتميزة بأتساع عرضها مقارنة بطولها. فيما يتعلق بهذه الجزيرة ليس هناك شيء مؤكد لقوله باستثناء أن سكانها أكثر وحشية من البريطانيين، لأنهم يأكلون لحوم البشر بشراهة، علاوة على ذلك يعتبرون ذلك أمرا مشرفا، وعندما يموت آبائهم يقومون بألتهامهم وكذلك يمارسون الجماع ليس فقط مع نساء غيريات الجنس بل مع أمهاتهم وأخواتهم أيضا، لكنني أقول ذلك مع الأخذ بنظر الاعتبار انه ليس لدي شهود جديرين بالثقة، ومع ذلك، فيما يتعلق بمسألة آكلي لحوم البشر، يقال أن هذا من عادات السيكيثيين أيضا، وفي حالات الضرورة التي يفرضها الحصار، يقال إن السلتي والايبري وعدة شعوب أخرى مارسوها).
المثال الأكثر شهرة لمعاداة الأيرلنديين جاء في عام 1190 من قبل المؤرخ نورمان جيرالدوس كامبرنسيس، المعروف أيضا باسم جيرالد ويلز، لتبرير الغزو النورماندي لأيرلندا، كتب استخفافا بالايرلنديين، كان جيرالد يسعى للحصول على ترقية من قبل هنري الثاني داخل الكنيسة الإنجليزية، لذلك كتب تاريخهُ لخلق تأثير معين لمساندة مطالب هنري نحو ايرلندا.
على مر العصور، ازداد العداء تجاه الايرلنديين، الذين بقوا ثابتين على مذهبهم الكاثوليكي، على الرغم من القوة القسرية من قبل ادوارد السادس والحكام اللاحقين لتحويلهم إلى البروتستانتية. كانت الأغلبية الدينية للأمة الايرلندية تحكمها أقلية دينية، مما أدى إلى نزاع اجتماعي دائم. خلال المجاعة الكبرى في منتصف القرن التاسع عشر، سعى بعض البروتستانت الإنجيليين إلى تحويل الكاثوليك الجائعين كجزء من جهود الإغاثة التي بذلوها.

## التاريخ

### ما قبل العصر الحديث
تعود المواقف الإنجليزية السلبية تجاه الايرلندية الغيلية وثقافتها إلى عهد هنري الثاني في إنجلترا، في عام 1155 اصدر البابا أدريان الرابع مرسوما باباويا يدعى (لاودابيليتر) الذي أعطي لهنري الموافقة على غزو ايرلندا وذلك لتقوية السيطرة البابوية على الكنيسة الايرلندية. دعا البابا أدريان الأمة الايرلندية بـ (الفظة والهمجية) وهكذا بدأ غزو نورمان لأيرلندا عام 1169 بمساندة من البابوية. وافق البابا الكسندر الثالث، الذي كان في السلطة البابوية وقت الغزو على (لاودابيليتر) وأعطى هنري السيادة على ايرلندا، كما وصف الايرلنديين على انهم دولة بربرية من خلال ممارساتهم القذرة.

رافق جيرالد ويلز نجل الملك هنري (جون) في رحلته إلى ايرلندا عام 1185، نتيجةً لذلك كتب مبينا التضاريس والمناظر الطبيعية التي تخص ايرلندا وأيضا حول الغزو الايرلندي، وكلاهما ظل في التداول لعدة قرون بعد ذلك. ايرلندا في رأيه كانت غنية لكن الايرلنديين كانوا متخلفين وكسولين: 
غالبا ما يستخدمون حقولهم للرعي، عدد قليل يحرث وأقل منه يزرع، المشكلة ليست في نوعية التربة بل لأفتقار الصناعة من قبل أولئك الذين ينبغي عليهم زراعتها، هذا الكسل يعني أن هناك أنواع مختلفة من المعادن الموجودة في الأرض، ليست محفورة ولا يتم استغلالها بأي شكل من الأشكال. فهم لا يكرسون أنفسهم لتصنيع الكتان أو الصوف، ولا لممارسة أي عمل ميكانيكي أو تجاري، أن وجودهم  للتسلية والكسل لا غير. انه شعب بربري حقا، يعتمدون على الحيوانات في معيشتهم وهم يعيشون مثل الحيوانات.
لم يكن جيرالد شاذا في آراءه، فقد ماثله في كتاباته ويليام اوف مالمسبري ووليام اوف نيوبورج. عندما يتعلق الأمر بالعادات الزوجية والجنسية الايرلندية، فأن جيرالد يصبح أكثر تعصبا: هذا شعب فاحش، منغمس في الرذيلة. يرتكبون المحارم، على سبيل المثال في الزواج بغض النظر عن ما فيه من زنا- من زوجات أخوانهم المتوفيين. وفي وقت سابق اتهم رئيس الأساقفة (انسيلم) الايرلنديين بتبادل الزوجات حيث يقومون بتبادل زوجاتهم مثلما يتبادل الرجال خيولهم.
ستتكرر هذه الآراء بعد قرون حسب تعبير السيد هنري سيدني، نائب رئيس ايرلندا مرتين في عهد إليزابيث الأولى، وقد ذكر ادموند تريماين (سكرتيره) وجهة نظره ان الايرلنديين يقومون بارتكاب الفواحش واغتصاب العذارى والسرقة وارتكاب كل رجس بدون تأنيبٍ للضمير.
الكتاب الذي انتشر عام 1596 ولكن لم تتم طباعته حتى عام 1633 من قبل المسؤول والشاعر الإنكليزي الشهير ادموند سبنسر: جميعهم بابويون وفي ذات الوقت يعتمدون على الحماقة والوحشية، وذلك يقودك للتفكير بأنهم ملحدين أو كافرين. قدم سبنسر رسالة موجزة عن ايرلندا ذكر فيها (ان القوة العسكرية هي سلاح فعال ولكن هنالك قوة أعظم منها وهي تجويع الشعب الايرلندي، فعليه يجب أن تتحد جميع السلطات مع بعضها وعلى رأسها السلطة الدينية فبدون هذه السلطة لا يكون هنالك أي معاهدات أو اتفاقيات سليمة بين الدولتين الإنجليزية والايرلندية).
تبنت المهمة الحضارية كل الأساليب الهمجية والقاسية لتحقيق ما تصبو اليه، فعلى سبيل المثال في عام 1305، حصل بيرس بيرمنجهام على مكافأة مالية وامتيازات مشرفه مُنحت له بعد قطع رأس ثلاثين عضوآ من قبيلة اوكونور وإرسالهم إلى دبلن. ارتأى أحد المؤرخين الايرلنديين في عام 1317 انه كان من السهل على رجل إنجليزي ان يقتل ايرلنديا أو امرأة إنجليزية تقتل امرأة ايرلندية مثله مثل الكلب، كما يعتقد أن الايرلنديين هم أكثر الناس همجية في أوروبا. وقد تم تغيير هذه النظرة الدونية للأيرلنديين بعد انتشار اللغة الغيلية الاسكتلندية في القرون الوسطى في ايرلندا.

### العصر الحديث
عانى الشعب الايرلندي من الاضطهاد الاجتماعي والسياسي لرفضه التخلي عن الكاثوليكية، يتجلى هذا التمييز في بعض الأحيان بوجود أعداد كبيرة من البروتستانتيين أو المشيخيين (أعضاء الكنيسة المشيخية) مثل الأجزاء الشمالية الشرقية من ايرلندا والحزام المركزي في اسكتلندا وأجزاء من كندا، وقد كانت القومية المحجبة تحت غطاء الصراع الديني في كل من المملكة المتحدة وايرلندا، وذلك مع بداية العصر الحديث الذي أعقب ظهور البروتستانتية في بريطانيا العظمى.
وجدت أعمال العديد من كُتاب القرن الثامن عشر بخصوص المشاعر المعادية للايرلندية مثل (فولتير)، الذي صور الايرلنديين الكاثوليك على انهم متوحشين ومتخلفين، وقد دافع عن الحكم البريطاني في البلاد.

### القرن التاسع عشر
شَملت العنصرية الايرلندية في بريطانيا الفيكتورية والولايات المتحدة في القرن التاسع عشر الصورة النمطية للأيرلنديين بأنها عنيفة ومدمرة. وقد صور بعض الرسامين الإنجليزيين صورا تشبه القرد للوجوه الايرلندية ما قبل التاريخ لدعم الادعاءات العنصرية التطورية بأن الشعب الايرلندي كان اقل مكانة مقارنة بالأنجلوسكسونيين. على غرار غيرهم من السكان المهاجرين، كانوا متهمين في بعض الأحيان بالمحسوبية وتعرضوا لتحريف معتقداتهم الدينية والثقافية، حيث كان الكاثوليك الأيرلنديين يُنتهكون بشكل واضح من قبل البروتستانت.
في أعقاب المجاعة الكبرى، استقر الكثير من المهاجرين الأيرلنديين في ليفربول (إنجلترا)، وقد كان التحيز ضد الايرلنديين واسع الانتشار، أدت الأعداد الهائلة للأشخاص القادمين عبر البحر الايرلندي واستقروا في المناطق الأكثر فقرا في المدينة إلى هجمات  بدنية وأصبحت ممارسات شائعة للأشخاص الذين يحملون اللهجات الايرلندية أو حتى أسماء ايرلندية حيث يُمنعون من الوظائف والمنازل وفرص العمل.

في عام 1836، كتب الشاب بنيامين دزرائيلي:
يكره الايرلنديون نظامنا وحضارتنا وصناعتنا المقدامة ونقاء ديننا، هذه السلالة الوحشية والمتهورة والكسولة والغامضة والمؤمنة بالخرافات ليس لديهم أي تعاطف تجاه الشعب الإنجليزي، مثالهم في السعادة الإنسانية هو مناوبة المشاجرات العشائرية وعبادة الأصنام المُبتذلة، حيث يصف تاريخهم حلقة متواصلة من التعصب والدماء.
وصل التعصب البروتستانتي الأمريكي (الاهلانية) ذروته في القرن التاسع عشر عندما حاول (حزب لا ادري الأمريكي) طرد الكاثوليك من المناصب العامة. فقد جاءت الكثير من المعارضات من قبل البروتستانت الايرلنديين، كما في العصيان الذي اندلع في عام 1831 في فيلادلفيا، بينسلفانيا.
خلال ثلاثينيات القرن الثامن عشر في الولايات المتحدة، اندلع العصيان للسيطرة على مواقع العمل في المناطق الريفية بين فرق العمل المتنافسة من مختلف إنحاء ايرلندا، وبين فرق العمل الايرلندية والأمريكية المحلية التي تتنافس على وظائف البناء.
عُزل الكاثوليك الايرلنديين وقد تم تهميشهم من قبل المجتمع البروتستانتي، لكن الايرلنديين سيطروا على الكنيسة الكاثوليكية من الإنجليزية والفرنسية والألمانية. كان التزاوج بين الكاثوليك والبروتستانت محبط بشدة من قبل كل من الوزراء البروتستانت والكهنة الكاثوليك. بنى الكاثوليك بقيادة الايرلنديين شبكة من المدارس والكليات الأبرشية، وكذلك دور الأيتام والمستشفيات، وعادة ما تستخدم الراهبات كقوة عمل غير مكلفة وبالتالي تجنبوا المؤسسات العامة التي يسيطر عليها البروتستانت في الغالب.

#### لا توجد حاجة للايرلنديين
غُنيت العديد من الأغاني الايرلندية بعد عام 1860 بشعارات (نينا)، كانوا يهتفون المساعدة مطلوبة – لاحاجة لنا بالايرلنديين، كان الاختلاف بين لا توجد حاجة للايرلنديين أو (نينا) إذ كانت أغنية لا توجد حاجة للايرلنديين لعام 1862 مستوحاة من شعارات (نينا) في لندن. قام الأمريكيون الايرلنديون لاحقا بتبني القصائد والأغاني لتعكس التمييز الذي شعروا به في أمريكا.
ناقش المؤرخون مسألة التمييز في العمل ضد الايرلنديين في الولايات المتحدة. أصر البعض على إن شعارات لا توجد حاجة للايرلنديين كانت شائعة، لكن من جهة أخرى جادل آخرون مثل ريتشارد جنسن بأن التمييز ضد الوظيفة الايرلندية لم يكن عاملا مهما في الولايات المتحدة، وان هذه الشعارات والإعلانات المطبوعة تم نشرها بواسطة عدد محدود من المهاجرين الإنجليزيين في أوائل القرن التاسع عشر إلى الولايات المتحدة، الذين شاركوا ما كان في بلدهم من تحامُل وتحيز. في يوليو 2015، نشرت نفس المجلة التي نشرت مقال جنسن 2002 ردا من ريبيكا أ. فريد، طالبة في الصف الثامن في (مدرسة أصدقاء سيدويل) وقد أدرجت عدة نماذج من التقييد المستخدم في الإعلانات للعديد من الوظائف المختلفة، بما في ذلك موظفو المتاجر والفنادق والسقاة والمزارعين ورسامو المنازل وجزاري الخنازير والمدربين والمحاسبين والسود والعاملين في ساحات الخشب والمنجدين والخبازين والخياطين وعمال معجن الورق. بينما في الأربعينيات من القرن الثامن عشر، وجدت (فريد) نماذج لاستخدامه المتواصل طوال القرن التالي، إلى عام 1909 في بوتي، مونتانا.
إلى جانب لافتات لا توجد حاجة للايرلنديين في السنوات التي أعقبت ظهور شعارات (لا لأيرلندا ولا للسود، لا للكلاب)، ومشاعر أخرى مماثلة معادية لايرلندا في المملكة المتحدة، كما ناقشته مركز الدراسات الايرلندية في جامعة متروبوليتان في لندن.